# Mistrzowie strongman: Norwegia
Mistrzowie strongman: Norwegia (Norges Sterkeste Mann) – doroczne, indywidualne zawody siłaczy, organizowane w Norwegii.

## Mistrzowie
| Rok  | Mistrz         | Wicemistrz      | Drugi Wicemistrz    |
| ---- | -------------- | --------------- | ------------------- |
| 1998 | Kurt Kvikkstad | Thomas Johansen | Roy Holte           |
| 1999 | Kurt Kvikkstad | Marius Bjerke   | Roy Holte           |
| 2000 | Roy Holte      | Odd Haugen      | Olaf Dahl           |
| 2001 | Roy Holte      | Kurt Kvikkstad  | Frank Nagy          |
| 2002 | Roy Holte      | Olaf Dahl       | Frank Nagy          |
| 2003 | Svend Karlsen  | Odd Haugen      | Reidar Kvåle        |
| 2004 | Reidar Kvåle   | Espen Aune      | Olaf Dahl           |
| 2005 | Svend Karlsen  | Reidar Kvåle    | Olaf Dahl           |
| 2006 | Svend Karlsen  | Arild Haugen    | Reidar Kvåle        |
| 2007 | Arild Haugen   | Espen Aune      | Odd Haugen          |
| 2008 | Arild Haugen   | Richard Skog    | Odd Haugen          |
| 2009 | Richard Skog   | Arild Haugen    | Lars Rørbakken      |
| 2010 | Richard Skog   | Espen Aune      | Bjørn Andrè Solvang |